# Letícia da Espanha
Letícia (Letizia Ortiz Rocasolano; Oviedo, 15 de setembro de 1972) é a rainha consorte da Espanha desde 2014, por seu casamento com o rei Filipe VI, sendo a primeira esposa de um rei da Espanha que não pertence à realeza; além de ser a quarta consorte de um soberano espanhol nascido na Espanha somente depois da arquiduquesa Ana da Áustria, esposa de Felipe II; do infante Francisco de Assis de Bourbon, marido de Isabel II, e da princesa Maria das Mercedes de Orleães, esposa de Afonso XII.

## Família
Letícia é filha primogénita da enfermeira Paloma Rocasolano e do jornalista Jesús Ortiz. Tem duas irmãs, Telma e Erika (a última falecida em 7 de fevereiro de 2007). É neta pelo lado paterno de uma conhecida locutora de rádio asturiana, Menchu Álvarez del Valle. Os seus pais divorciaram-se em 1999.

## Educação

### Primeira educação
Iniciou os seus estudos na sua cidade natal, no Colégio Público Gesta de Oviedo e no Instituto Alfonso II. Quando tinha quinze anos, a família mudou-se para Madrid devido a compromissos de trabalho do pai, onde Letícia concluiu os seus estudos no Instituto Ramiro de Maeztu.

### Ensino superior
Letícia graduou-se em ciências da informação, ramo de Jornalismo, pela Universidade Complutense de Madrid em 1995. De seguida, fez um mestrado em jornalismo audiovisual no Instituto de Estudos de Periodismo Audiovisual. Posteriormente mudou-se para o México, onde iniciou um doutoramento em jornalismo audiovisual na Universidade de Guadalajara que não concluiu.

## Primeiro casamento e divórcio
Em agosto de 1998 casou, em cerimônia civil com Alonso Guerrero em Almendralejo, Badajoz, professor de Literatura, após um namoro de cerca de dez anos. Um ano depois o casal decide divorciar-se.

## Namoro e casamento com o príncipe de Astúrias

### Namoro
Letícia conheceu Filipe de Bourbon em meados de 2002, tendo iniciado com ele uma relação que se consolidou durante o ano de 2003 e que permaneceu desconhecida dos meios de comunicação social.

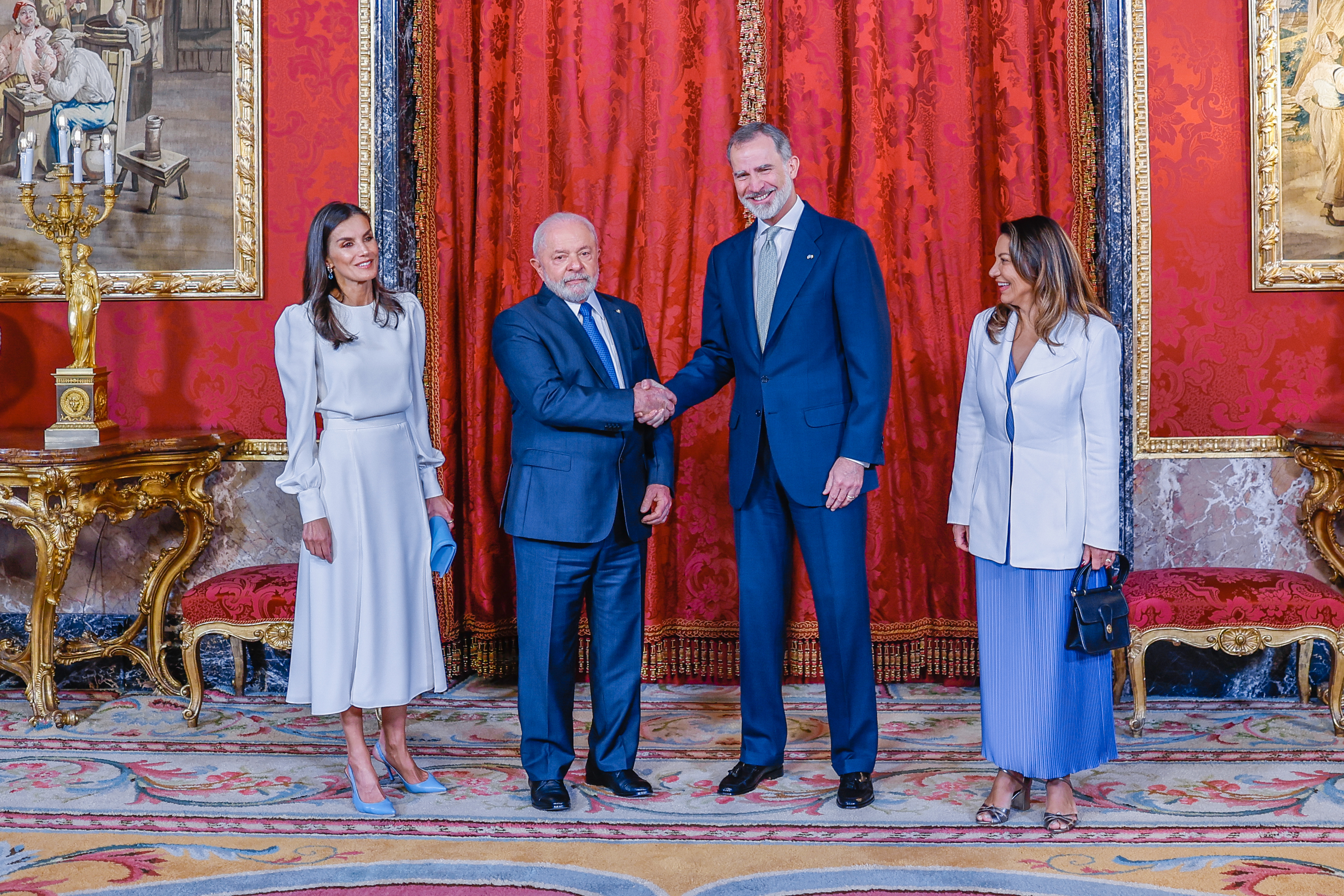
Os Reis da Espanha recebem o presidente da República do Brasil, Luiz Inácio Lula da Silva e a primeira-dama, Janja, no Palácio Real de Madrid.

### Noivado
No dia 1 de novembro de 2003, a Casa Real espanhola emitiu uma comunicado no qual anunciava o compromisso matrimonial do príncipe Filipe com Letícia Ortiz Rocasolano.

### Casamento
O casamento celebrou-se no dia 22 de maio de 2004 na Catedral de Santa María la Real de la Almudena, em Madrid. A partir de então Letícia tornou-se Princesa das Astúrias e presuntiva futura Rainha de Espanha.

### Filhos
- Leonor de Bourbon e Ortiz, atual princesa das Astúrias, nascida a 31 de outubro de 2005;
- Sofia de Bourbon e Ortiz, nascida a 29 de abril de 2007.

Ambas possuem o título de princesa das Astúrias e Infanta de Espanha e o tratamento de Sua Alteza Real.

### Residência oficial e património
O rei e a rainha residem oficialmente no Palácio de Oriente, em Madrid.
Quando princesa das Astúrias, Letícia Ortiz, seu marido e as filhas as infantas Leonor e Sofia, viviam num palacete desde junho de 2002, construído dentro do terreno do Palácio da Zarzuela, (a 400 metros do palácio original). Repartia com a sogra e as duas cunhadas um total de 375 mil euros/ano. Da sua fatia, que quase se pode considerar dinheiro de bolso, Letícia asseguraria apenas a aquisição do vasto guarda-roupa que as suas funções de princesa herdeira lhe exigiam.
Quanto às restantes despesas – de todo o pessoal que trabalhava na residência do então príncipe, a casa de 700 m² onde vivia o casal, às amas e colégio das filhas, Leonor e Sofia –, essas ficavam a cargo de Filipe, que recebia de salário 146 mil e 375 euros.

## Vida como princesa

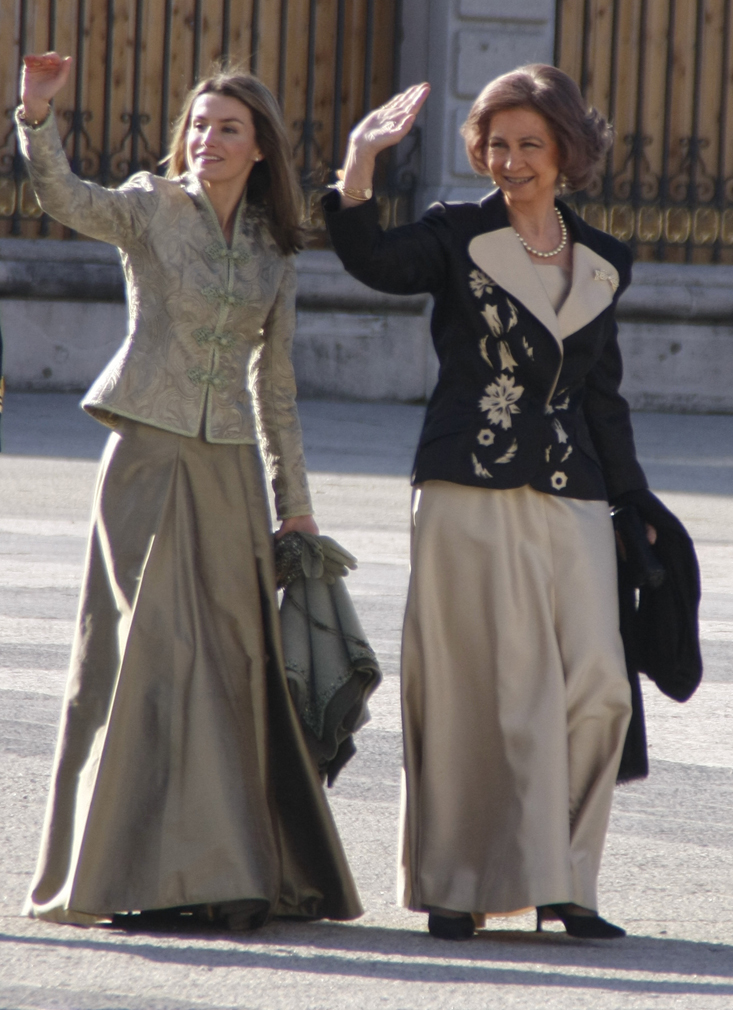
Letícia com a rainha Sofia na Páscoa Militar em 2009

Letícia juntou-se desde o início aos deveres de seu marido Filipe, príncipe das Astúrias, e viajou pela Espanha, em representação do rei.
Eles também representaram a Espanha em outros países: a princesa viajou junto com o príncipe para a Jordânia, México, Hungria, República Dominicana, Panamá, Estados Unidos, Sérvia, Brasil, Uruguai, Suécia, Dinamarca, Japão, China e Portugal. Ela também saudou, juntamente com outros membros da família real, dignitários internacionais. Letícia também participou em reuniões da realeza estrangeira no Luxemburgo e na Holanda, para a bodas de prata do Grão-Duque e Grã-Duquesa do Luxemburgo, bem como as comemorações do 40.º aniversário do Príncipe de Orange.
Sua agenda a solo foi anunciada em 2006, logo após o anúncio de sua segunda gravidez. Letícia já se apresentou num par de audiências e seu trabalho vai se concentrar em questões sociais, tais como os direitos das crianças, cultura e educação.
No final de 2007, sua agenda a solo começou a crescer na quantidade de eventos realizados por ela mesma e Filipe e Letícia começaram a ter agendas mais distintas e separadas.

## Rainha de Espanha
A 2 de junho de 2014, o rei Juan Carlos abdicou do trono a favor do filho Filipe. A proclamação aconteceu no dia 19 de junho. Com a proclamação de Filipe, Letícia tornou-se Rainha Consorte de Espanha.
Em março de 2025 foi anunciado na imprensa que Letizia prefere “manter casamento de fachada, apesar de a sua relação com o marido estar “cada vez mais tensa”. Os reis de Espanha terão estabelecido “acordo” para poderem levar “vidas independentes na intimidade” e aparecerem juntos apenas em representação da monarquia. A rainha não se quer divorciar, nem com um acordo que lhe garantiria, entre outras benesses, um ordenado mensal de seis dígitos e duas casas – uma de verão e outra de inverno.

### Privilégio do Branco
O Privilégio do Branco, (Privilège du Blanc) é uma honra protocolar pela qual as consortes dos monarcas católicos podem se vestir de branco ante o Papa. A rainha Sofia entrava de branco, com mantilha e no seu caso com a tradicional peineta española, que só está reservada para as soberanas espanholas. Até então, Letícia Ortiz, como era princesa, devia ir de preto e com mantilha preta, mas depois de se tornar rainha consorte da Espanha, obtém esse privilégio protocolar.
Atualmente podem usar o Privilégio do Branco apenas as rainhas da Espanha, Letícia e Sofia, as rainhas de Bélgica, Paola e Matilde, assim como a grã-duquesa Maria Teresa de Luxemburgo e a princesa Charlene de Mônaco.

## Ascendência nobre e real de Letícia

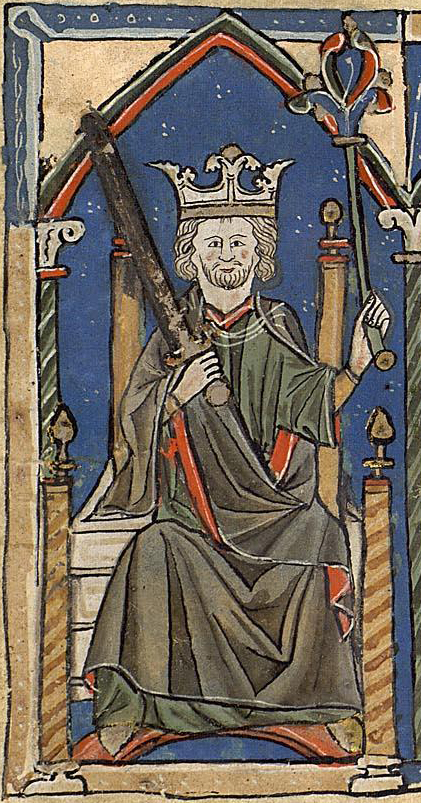
O rei Fernando II de Leão

O genealogista Javier Cordero investigou os ancestrais dos dois avós asturianos de Letícia: José Luis Ortiz Velasco e a sua mulher María del Carmen "Menchu" Álvarez del Valle, porque o genealogista achou mais interessante o campo dos Ortiz. A conclusão é de que essa ascendência conecta-se com o rei Fernando II de Leão, nascido em 1137, e morto em 1188, que foi monarca entre 1157 e 1188.
Tudo começa com José Ortiz Pool e María del Carmen Velasco Gutiérrez, pais de José Luis Ortiz Velasco, ovietense e avô da princesa. Um dos avôs foi Diego Pool Cornforth, nascido James Pool em Tipton , do condado de Staffordshire, uma cidade perto de Birmingham, na Inglaterra. Como explica Cordero, a cidade de Tipton está envolvida na mineração de carvão, e especialistas em mineração mudaram-se para Espanha por volta de 1850. O ramo de Diego Pool Cornforth está definido para Trubia.
Outro dos avós de Ortiz Pool era José Ortiz de Torres-Pardo, nascido em Évora (Portugal), devido à fuga de seus pais para lá, possivelmente ligado ao regime liberal.
Por sua vez, José Ortiz de Torres-Pardo da linha de Torres-Pardo de Estepa (Sevilla), que em 1670 foram representados por Sebastián de Torres-Pardo e Ana de Baena. Era uma família cristã católica tradicional e ilustre da linha de Estepa. Três gerações antes, um antepassado de Sebastián, Juan de Torres de Vera y Aragón, foi conquistador e fundador da cidade de Corrientes (Argentina) e - diz Javier Cordero - governou, como preposto, a província do Rio da Prata, além de ser juiz da Corte Real.
O genealogista se documentou de tal forma que pôde contar em detalhes a história dos antepassados da princesa Letícia. Ele explica que, quando o conselho de Estepa celebrou, em 27 de outubro de 1680, a defesa da Imaculada, com grande magnificência e fazer alarde sobre uns eventos luxuosos, Sebastián, filho mais velho do casal de Baena - de Torres-Pardo, foi um ano casado com Isabel de Aguilar de Raya, filha de Alonso de Aguilar Saavedra e Catarina de Raya, ambos estepeños e de linhagens ilustres. Sebastián diz em seus documentos (escritos em 1724): "E eu levo casamento com 4 mil reais e não em capital."
Mas não foi Sebastián (seu casamento não teve filhos) o ancestral de José Luis Ortiz Velasco e da princesa, mas um sobrinho, também chamado Sebastián e filho de seu irmão Francisco. Sendo declarado único herdeiro, recebe a maior parte dos bens da família, sabe-se que, entre outros bens, herda "a casa da praça de San Sebastián, cinco hectares de terra com alguns grandes desafios, Enzinas e seis olivais (3 ha ), três anos e meio aranzadas e olivais no prazo de Estepa, chamada Cuesta de Madrid (equivalente a 1,7 hectares), três aranzadas olival em Lora, faz fronteira com a estrada para Casariche (equivalente a 1,5 hectares) da média de oliva em Villas del Pozo (0,25 hectares) ... ".
O genealogista ficou surpreso quando, então, em 1724, o testador não faz distinção entre homens e mulheres quando se trata de legar a sua propriedade, porque ele diz isso no testamento: "... e meu sobrinho dho morte de subzeder um em zinco Dhas chão Chaparal bushels com estacas seus hixos lexitimos para a acusação e a obrigação memória dha duas missas propriedade anual Dhas sendo preferido mais para o menos sem atenzion a qualidade do sexo ...".
Sebastian é o pai de Thomás de Torres-Pardo, que foi para Espejo (Córdova) para ser na prática como administrador e ali se casou com Agustina de Castro Serrano, que pertence à linhagem do Castro de Espejo, vila onde nasceu, em 1727.
E aqui é onde ocorre a ascendência que liga José Luis Ortiz Velasco e a sua neta princesa das Astúrias com os descendentes diretos do rei Fernando II de Leão. Augustina descende de Pay Arias de Castro, ''el Mozo'', que nasceu por volta de 1325 e foi o primeiro senhor de Espejo. O seu pai era Ruy Páez de Castro, nascido em 1300, que foi guarda do rei e prefeito de Córdoba, e o seu avô era Pay Arias de Castro, ''el Viejo'', que nasceu em 1275 e teve os mesmos títulos de seu filho. Ocupou a fortaleza que, explica o genealogista da princesa, é uma antiga vila que repousa sobre o topo de uma colina na região do campo de Córdoba. "No topo, e dominando as casas brancas em camadas está o imponente castelo, da propriedade da atual duquesa de Osuna", diz Cordeiro.
O pai de Pay "el Viejo" foi Ruy Peres de Castro, que nasceu em 1252 e foi também prefeito de Córdoba, e a sua avó era Sancha Alfonso, nascida em 1232. Sancha era, por sua vez, filha de  Lope Sánchez, senhor de Lopera, El Carpio e Jódar, e neta de Sancho (1186-1218), que morreu em conseqüência do ataque de um urso em Cañamero. Era infante de Leão e senhor de Monteagudo e Aguilar.
E finalmente, o genealogista chega ao cerne da questão, como o infante Sancho era filho de Fernando II, um monarca que se casou em primeiras núpcias com Urraca de Portugal. Em 1185, após a morte de Teresa Fernandes de Trava - sua segunda esposa - ele se casou com a sua terceira esposa, Urraca Lopes de Haro (que por sua vez era filha de Lope Díaz I de Haro, senhor da Biscaia, Nájera e Haro). Sancho é o filho do terceiro casamento de Fernando II.

## Títulos, honras e armas

### Títulos
- 15 de setembro de 1972 - 2004: Senhorita Letizia Ortiz Rocasolano
- 22 de maio de 2004 - 19 de junho de 2014: Sua Alteza Real, a Princesa das Astúrias.
- 19 de junho de 2014 - presente: Sua Majestade, a Rainha da Espanha.

### Honras
- Grã-Cruz da Ordem del Sol do Peru
- Grã-Cruz da Ordem do Mérito da Hungria Classe Civil
- Dama-Grã-Cruz com Real Distinção da Ordem de Carlos III de Espanha
- Grã-Cruz da Ordem Militar de Cristo de Portugal (25 de setembro de 2006)[4]
- Cruz de 1.ª Classe da Ordem da Terra Mariana
- Ordem Nacional do Mérito de França de França
- Ordem do Libertador San Martín da Argentina
- Ordem de Águia Azteca do México
- Ordem das Três Estrelas da Letónia
- Ordem de Fiel Serviço da Roménia
- Grão-Cordão da Ordem Libanesa do Mérito do Líbano
- Ordem de Bernardo O'Higgins do Chile
- Grã-Cruz da Ordem de Vasco Núñez de Balboa do Panamá
- Colar da Ordem de Muhammad de Marrocos
- Grã-Cruz da Ordem da Liberdade de Portugal (15 de abril de 2018)[4]

### Outras distinções
- Filha Adoptiva de Ribadesella, 2004
- Filha Predilecta de Oviedo, 2007
- Laço de Dama de Real Maestranza de Caballería de Sevilla, 2008

## Na cultura popular

### Cinema
No ano de 2010 a televisão espanhola Telecinco realizou o telefilme Felipe y Letizia sobre o namoro, noivado e casamento de Letizia e Felipe, Príncipe das Asturias.

### Biografias e livros
Foram vários os livros publicados sobre a Princesa Letizia.
- 2003 - Tu Serás mi Reina, de Ângela Portero e Paloma Garcia-Pelayo
- 2006 - Letizia en Palazio, de Jaime Peñafiel
- 2010 - Letizia Ortiz. Una Republicana En La Corte Del Rey Juan Carlos I de Isidre Cunill
- 2013 - Ladies de Espanha de Andrew MortonLe
- 2013 - Adiós, Princesa de David Rocasolano
- 2014 - Princesa Letizia de Maria Teresa Campos